# Piyachanok Darit
Piyachanok Darit (tiếng Thái: ปิยะชนก ดาฤทธิ์, sinh ngày 5 tháng 11 năm 1992) là một cầu thủ bóng đá người Thái Lan thi đấu ở vị trí trung vệ cho câu lạc bộ Giải bóng đá Ngoại hạng Thái Lan Bangkok Glass.

## Danh hiệu

### Câu lạc bộ
Bangkok Glass
- Cúp Hiệp hội Bóng đá Thái Lan (1): 2014